# Benita von Falkenhayn
Benita Ursula Wilhelmine Kathi Florin von Falkenhayn, później baronowa von Berg, z domu von Zollikofer-Altenklingen (ur. 14 sierpnia 1900 w Berlinie, zm. 18 lutego 1935 tamże) – niemiecka arystokratka i agentka polskiego wywiadu, zwerbowana przez majora Jerzego Sosnowskiego.

## Życiorys
Ród Benity von Falkenhayn wywodzi się ze Szwajcarii. Protoplastą rodu był Konrad Zollikofer (1365–1443) mistrz cechu rzeźników w Konstancji. Jego synowie osiedlili się w szwajcarskim kantonie Sankt Gallen. W XVI w. rodzina była już notowana w rejestrach szlachty. W 1585 r. Leonard Zollikofer (1529–1587), skarbnik i rajca miasta St. Gallen, kupił za sumę 25.500 guldenów zamek Altenklingen w Turgowii, od którego pochodzi nazwisko tej gałęzi rodziny: von Zollikofer-Altenklingen i który pozostaje w jej rękach do dzisiaj.
Po krótkim (1920–1922) i nieudanym małżeństwie z porucznikiem A. D. Müllerem-Eckhardtem Benita wyszła za mąż za Richarda von Falkenhayn, oficera kawalerii. Udanemu i dostatniemu życiu małżonków kres kładzie wypadek Richarda na torze wyścigowym podczas zawodów jeździeckich. Richard przechodzi na rentę inwalidzką. Rodzina popada w ubóstwo. W tym okresie Benita poznała rotmistrza Jerzego Sosnowskiego von Nałęcz, oficera polskiego wywiadu, który budował właśnie sieć agentów w Berlinie. W tym celu odnawiał kontakty z dawnymi znajomymi z zawodów jeździeckich. Wyścigi cieszyły się dużą popularnością wśród śmietanki towarzyskiej Berlina, a Sosnowskiemu zależało na wejściu do towarzystwa. Zafascynowana Sosnowskim Benita została jego kochanką i agentką. Z dużym powodzeniem wykorzystywała swoje znajomości dla celów werbunkowych. Rozwiedziona w 1930 r. z von Falkenhaynem, Benita wyszła ponownie za mąż w 1932 r. za Josefa von Berga, konstruktora silników lotniczych. Nadal blisko współpracowała z Sosnowskim.
28 lutego 1934 r. została aresztowana w swoim berlińskim mieszkaniu przez funkcjonariuszy Gestapo. Przesłuchania doprowadziły do oskarżenia Benity o szpiegostwo. W tym czasie został orzeczony rozwód z von Bergiem. Inżynier von Berg był zaufanym i bardzo cenionym przez Göringa konstruktorem. Pracował nad nowymi rozwiązaniami technicznymi w lotnictwie. Jego małżeństwo z osobą oskarżoną o szpiegostwo należało jak najszybciej przerwać. 16 lutego 1935 r. Benita i jej przyjaciółka (również współpracownica majora i urzędnik Ministerstwa Wojny Rzeszy Renate von Natzmer) zostały uznane za winne zdrady i skazane na karę śmierci przez ścięcie toporem. Hitler odrzucił ich prośbę o ułaskawienie oraz prośbę Sosnowskiego o zgodę na zawarcie z Benitą związku małżeńskiego. Mogło to spowodować zamianę kary śmierci na dożywocie. Obie skazane zostały stracone 18 lutego 1935 r. w więzieniu Berlin-Plötzensee przez kata Carla Gröplera. Sosnowski wraz z grupą polskich szpiegów przetrzymywanych w Niemczech został po ponad roku wymieniony na szpiegów niemieckich ujętych w Polsce.